# 安德里·西比哈
安德里·伊萬諾維奇·西比哈（羅馬化：Andrii Ivanovych Sybiha；1975年1月1日—），烏克蘭外交官、律師、政治人物，現任烏克蘭外交部部長。

## 生平
西比哈於1975年1月1日出生在捷爾諾波爾州茲博里夫。
其1997年畢業於利沃夫大學，專攻國際關係學，並取得英語翻譯的資格，其精通英語和波蘭語。
西比哈已婚，育有三名孩子。

## 事蹟
西比哈在1997年至1998年間開始外交官生涯，擔任烏克蘭外交部條約法律管理局國家法律事務部隨員、三等秘書及二等秘書。接著，他於1998年至2002年間被任命為烏克蘭駐波蘭大使館二等秘書，隨後升任為一等秘書。
隨著經驗的累積，西比哈於2002年至2003年間成為烏克蘭外交部歐洲一體化管理局法律與人道合作部一等秘書。從2003年到2005年，他擔任烏克蘭外交部條約法律管理局國際法律合作部負責人。之後，他在2005年至2006年間升任該部門的國際法及外交政策立法部門負責人。
2006年至2008年間，西比哈進一步晉升，擔任烏克蘭外交部條約法律部副主任。2008年至2012年間，他被派往波蘭，擔任烏克蘭駐波蘭大使館參贊。2012年至2016年期間，他回到烏克蘭外交部，成為領事服務部主任。
在2016年8月23日，西比哈加被任命為烏克蘭駐土耳其特命全權大使。直到2021年5月19日，烏克蘭總統弗拉基米爾·澤連斯基發佈命令，將其解除該職務。
隨後，自2021年5月31日起，西比哈被任命為烏克蘭總統辦公室副主任，直至2024年4月12日被免職。隨後同日，他被任命為烏克蘭外交部第一副部長。
2024年9月5日，烏克蘭最高拉達投票通過西比哈為外交部部長的任命，共有258名議員支持。澤連斯基向最高拉達提名他的候選資格，並在事前強調外交領域需要注入新的活力與能量。

## 外交官銜
- 特命全權大使（2017年12月22日）[13]

## 榮譽
- 二等功績勳章（2021年12月22日）——表彰為加強烏克蘭國際合作做出的重大個人貢獻、多年卓有成效的外交活動和高度專業精神[14]。
- 三等功績勳章（2020年8月21日）——表彰對烏克蘭國家建設、社會經濟、科學技術、文化教育發展做出的重大個人貢獻、重大勞動成就和高度專業精神[15]。